# Gens Sertoria
La gens Sertoria fue una familia romana, probablemente de origen sabino. No destacó especialmente, excepto el general romano Quinto Sertorio (123-72 BC), quien luchó junto a Cayo Mario y Lucio Cornelio Cina, y más tarde estableció un estado independiente en Hispania durante la dictadura de Lucio Cornelio Sila.
Sertorio nació en Norcia, donde su familia había vivido para varias generaciones. El nombre de la gens es un apellido patronímico, basado en el praenomen Sertor, el cual era considerado arcaico en Roma por el siglo I a. C., y puede haber significado, «uno que protege o preserva».  A pesar de que Quintus era un nombre muy común, los Sertorii se acostumbraron a escoger praenomina raros y arcaicos, como Proculus.
Sertorio fue asesinado por Marco Perpenna Ventón, sin dejar descendencia. Después, los Sertorii volvieron de nuevo a la oscuridad.